# Superbia
Superbia es el séptimo álbum de la banda española de metal alternativo Sôber, lanzado el 3 de mayo de 2011.
Se grabó y mezcló en los estudios CUBE de Madrid y la masterización se realizó en los estudios Sterling Sound de Nueva York.

## Historia
Sôber anunció el 24 de febrero que había terminando la grabación de su nuevo disco. Se encontraba realizando las últimas mezclas y la masterización cuando hizo público su nuevo contrato con Last Tour International el 26 de febrero de 2017. Al día siguiente, anunció un concurso para que sus fanes averiguaran cuál era el título del nuevo álbum. El sorteo terminaría el 6 de marzo, pero debido a la cantidad de correos recibidos se extendió hasta el 9 del mismo mes. El 11 de marzo se anunció el nombre del álbum: «Superbia» ('soberbia' en latín). En su primera edición, el álbum vino en formato 3D, tanto la portada como el libreto interior junto con las gafas 3D.
El 16 de marzo se anunció la primera fecha oficial del concierto. 
En la página oficial de Facebook de Carlos Escobedo se publicaron fotografías promocionales de Superbia. Se dijo que el álbum fue hecho «con la esencia de los primeros (álbumes) de la banda». El 25 de marzo, Sôber subió a su sitio web un avance de la creación del álbum. Posteriormente, apareció en la portada de la edición española de la revista Kerrang!, el 30 de marzo. Al día siguiente se anunció a través de la cuenta de Twitter oficial de la banda, y el 1 de abril se anunció el rodaje del primer vídeo de Superbia.

## Lista de temas
| N.º     | Título                   | Duración |  |
| 1.      | «Superbia»               | 4:45     |  |
| 2.      | «La araña»               | 4:10     |  |
| 3.      | «666»                    | 4:08     |  |
| 4.      | «Tic tac»                | 4:25     |  |
| 5.      | «Fantasma»               | 5:39     |  |
| 6.      | «Nuestro final»          | 4:35     |  |
| 7.      | «Umbilical»              | 3:19     |  |
| 8.      | «Náufrago»               | 4:46     |  |
| 9.      | «La última llamada»      | 4:30     |  |
| 10.     | «Guarida»                | 4:13     |  |
| 11.     | «Fortuna, fama o placer» | 4:59     |  |
| 49 mins |                          |          |  |

## Créditos
- Carlos Escobedo: Vocalista, Bajo eléctrico.
- Antonio Bernardini: Guitarra eléctrica.
- Jorge Escobedo: Guitarra eléctrica.
- Manu Reyes: Batería.